# Mushistonita
La mushistonita es un mineral hidróxido de fórmula  (Cu,Zn,Fe2+)[Sn4+(OH)6].
Fue descrito por primera vez por N.K. Marshukova, A.B. Pavlovskii y G.A. Sidorenko en 1984 y recibe su nombre por la localidad tipo donde fue encontrada, el depósito de Mushiston, situado a 35 km al sur de Panjakent (provincia de Sughd, Tayikistán).

## Propiedades
La mushistonita es un mineral transparente o semitransparente, de color verde parduzco o verde malaquita y brillo vítreo.
En secciones finas llega a ser incoloro, mientras que con luz reflejada muestra una coloración gris.
Tiene una dureza entre 4 y 4,5 en la escala de Mohs y una densidad de 4,04 g/cm³.
Es muy soluble an ácido clorhídrico.
Cristaliza en el sistema cúbico, clase hexaoctaédrica.
Su composición elemental aproximada corresponde a un 50% de SnO2, un 11-13% de CuO, un 7-11% de ZnO y un 3-11% de FeO; las muestras de la localidad tipo contienen un pequeño porcentaje de Ag2O (0,1%).
La mushistonita es miembro del subgrupo mineralógico de la schoenfliesita (M2+[Sn4+(OH)6]), del que también son miembros la natanita y la wickmanita.

## Morfología y formación

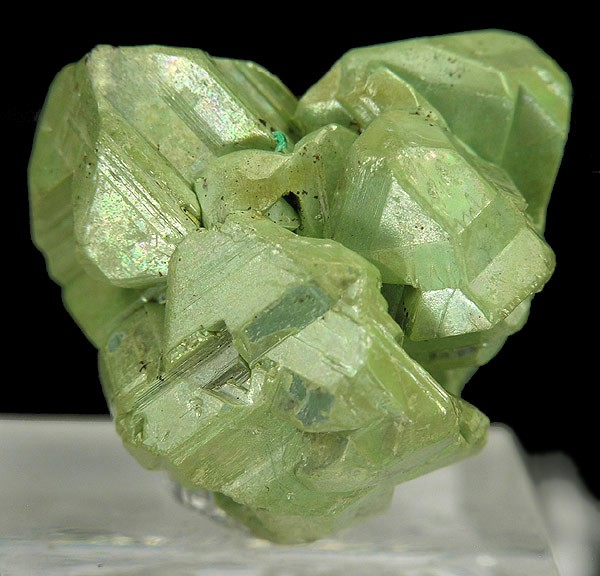
Kesterita y mushistonita procedente del monte Xuebaoding (condado de Pingwu, China)

La mushistonita se presenta como agregados terrosos de grano fino.
En la localidad tipo se la encuentra en la zona oxidada de un depósito de estaño, reemplazando estannita; en cambio, en los depósitos de Estados Unidos —véase más abajo— se encuentra en una pegmatita zonada.
Aparece asociada a otros minerales como estannita, calcopirita, blenda, galena, casiterita y pseudomalaquita.

## Yacimientos
La localidad tipo de este mineral es el depósito de Mushiston (provincia de Sughd, Tayikistán), también localidad tipo de otros minerales hidróxidos como natanita y vismirnovita.
Hay también mushistonita en el depósito Kester, greisen con estaño situado en la cuenca del rio Yana (República de Sajá, Rusia).
En Estados Unidos se ha encontrado muchistonita en la localidad de Keystone (Dakota del Sur).
Otro yacimiento de interés es la mina de berilo de Pingwu, en el condado homónimo (Sichuán, China).